# Mawsonites
Mawsonites es una medusa fósil que perteneció a la fauna de Ediacara. Se estima que vivió entre 635 y 542 millones de años atrás, al final de la era Neoproterozoica (período Ediacárico).

## Características
Esta medusa fósil es un ancestro lejano de Cyanea capillata, una medusa actual que habita en el océano Atlántico y puede suponerse que Mawsonites se comportaba de la misma manera; se desplazaba lentamente, ayudada por las corrientes y contrayendo su umbrela transparente, desplegando sus largos y finos tentáculos, provistos de cnidocitos capaces de expulsar microscópicos arpones y con ellos capturar a sus víctimas, a las que mataba con un veneno muy poderoso que guarda en una cápsula conectada a cada arpón. También con esa teoría se demostró que consumía cada día dos veces su peso en plancton, gusanos y otros diminutos animales.[cita requerida]